# Exitianus centralis
Exitianus centralis är en insektsart som beskrevs av Ghauri 1974. Exitianus centralis ingår i släktet Exitianus och familjen dvärgstritar. Inga underarter finns listade i Catalogue of Life.